# Тернопольский комбайновый завод
Тернопольский комбайновый завод (укр. Тернопільський комбайновий завод) — промышленное предприятие в Тернополе, прекратившее производственную деятельность.

## История
История предприятия начинается с создания в 1939 году машинно-тракторной мастерской, остановившей работу после начала Великой Отечественной войны, на базе которой в мае 1944 года была создана Тернопольская межрайонная ремонтная мастерская, в 1949 году ставшая заводом по ремонту тракторных и комбайновых двигателей, а в 1959 году — реорганизованная в машиностроительный завод.
В начале 1970-х годов машиностроительный завод был переориентирован на выпуск комбайнов и получил новое наименование — Тернопольский комбайновый завод.
В январе 1975 года на предприятии началось издание заводской газеты «Комбайнобудівник» (выходившей до 1996 года).
В 1978 году было принято решение к 1980 году перевести Тернопольский комбайновый завод имени XXV съезда КПСС на выпуск машин для уборки сахарной свёклы.
В советское время завод входил в число ведущих предприятий города и области.
Во второй половине 1980-х годов завод специализировался на выпуске свеклоуборочных комбайнов и запасных частей к ним. В 1989 году здесь были введены в эксплуатацию дополнительные мощности по производству сельхозмашин и запчастей к ним.
После провозглашения независимости Украины, в мае 1993 года Кабинет министров Украины разрешил приватизацию находившегося в общегосударственной собственности имущества завода.
В сентябре 1994 года находившиеся на балансе предприятия объекты социальной инфраструктуры (четыре детских сада в городе Тернополь) были переданы в коммунальную собственность Тернопольской области.
В июне 1996 года Кабинет министров Украины утвердил решение о приватизации завода, после чего государственное предприятие было преобразовано в открытое акционерное общество.
В августе 1997 года завод был включён в перечень предприятий, имеющих стратегическое значение для экономики и безопасности Украины.
В течение 1990-х годов завод постепенно приходил в упадок, объемы производства составляли 60—100 комбайнов в год, при этом почти все выпущенные заводом комбайны были реализованы через посредников. Снижение спроса на выпущенные комбайны было связано с уменьшением посевов сахарной свёклы на Украине (по данным официальной статистики, в 1990—1999 годы они сократились с 1605 тыс. га до 899 тыс. га), низким спросом производителей сельхозпродукции (в условиях нехватки денежных средств стремившихся ремонтировать ремонтировать уже имевшиеся в распоряжении комбайны), а также продажами на внутреннем рынке подержанных комбайнов иностранного производства.
В 2000 — 2001 гг. была проведена реструктуризация завода с созданием на базе предприятия пяти дочерних компаний, между которыми были распределены объемы задолженности, также завод освоил производство запасных частей для зерноуборочных комбайнов «Лан» и «Славутич». В результате, в 2001 году положение завода стабилизировалось. По состоянию на 2001 год, базовой моделью выпускаемого свеклоуборочного комбайна оставался КС-6Б, также завод имел возможность производить усовершенствованный комбайн «Збруч-2».
Весной 2002 года был признан банкротом Харьковский завод тракторных двигателей, производивший двигатели для комбайнов Тернопольского комбайнового завода, но возможность производства корнеуборочных машин КС-65 (которые комплектовались двигателями ЯМЗ-236 производства Ярославского моторного завода) была сохранена.
В 2003 году завод произвёл и продал в Россию 81 комбайн модели "Збруч", а также выпускал запасные части, товары хозяйственно-бытового назначения и металлоизделия.
В 2005 году руководство завода начало задерживать выплату зарплаты работникам предприятия.
30 мая 2006 года на сельскохозяйственной выставке "Агро-2006" завод представил демонстрационный образец разработанного в 2005—2006 годах бункерного свеклоуборочного комбайна КС-6Б-10 «Тернополь».
2006 год завод закончил с убытком 9,271 млн. гривен, уменьшив чистый доход на 2,43%. По состоянию на начало февраля 2007 года завод входил в число крупнейших предприятий-должников Тернопольской области. В апреле 2007 года Тернопольский хозяйственный суд принял решение о начале процедуры банкротства завода.
Начавшийся в 2008 году экономический кризис осложнил положение предприятия, с целью сокращения расходов 21 августа 2008 года завод передал все шесть заводских общежитий в коммунальную собственность города.
В 2012 году завод уже не функционировал.